# Jeff Rich
Jeff "Worzel" Rich (n. 8 de junio de 1953, Hackney, Londres, Inglaterra) es un músico inglés, conocido mayormente por haber sido baterista de la banda británica de rock Status Quo, entre los años 1985 a 2000. Anterior a ello, tocó con Stretch, Judie Tzuke y en Climax Blues Band.

## Carrera
En 1976 ingresó a Stretch en reemplazo de Jim Russell, permaneciendo en la banda hasta 1978 un año antes de su separación oficial. Más tarde colaboró con la cantante inglesa Judie Tzuke, en tres de sus primeros cuatro discos. Luego en 1983 entró a Climax Blues Band, donde estuvo hasta 1985, cuando y junto a su compañero John Edwards ingresaron a Status Quo en reemplazo de Pete Kircher y Alan Lancaster respectivamente. En agosto de 1986 ayudó a Def Leppard en algunos conciertos en vivo, luego del accidente que sufrió Rick Allen en donde perdió su brazo.
Por otro lado y con Status Quo grabó ocho álbumes de estudio, desde In the Army Now de 1986 hasta Famous in the Last Century del año 2000. Tras la grabación de este último disco, anunció su retiro de la banda ya que estaba cansado de hacer giras y quería pasar más tiempo con su familia. Después de salir de la banda, comenzó a dar clases de percusión a niños en algunas escuelas del Reino Unido, labor que cumple hasta el día de hoy. Además en 2007 participó de la reunión de Stretch y actualmente toca en ocasiones en Stealer, una banda tributo a Free.

## Discografía
| - 1977: Lifeblood - 1978: Forget the Past - 1980: Sportscar - 1981: I Am the Phoenix - 1982: Shoot the Moon | - 1986: In the Army Now - 1988: Ain't Complaining - 1989: Perfect Remedy - 1991: Rock 'til You Drop - 1994: Thirsty Work - 1996: Don't Stop - 1999: Under the Influence - 2000: Famous in the Last Century |